# HD120409
HD120409 — хімічно пекулярна зоря спектрального класу
A4 й має видиму зоряну величину в смузі V приблизно  8,9.